# Даґмар Ґене
Даґмар Ґене (нід. Dagmar Genee, 31 січня 1989) — нідерландська ватерполістка. Срібна медалістка Чемпіонату світу 2015 року. Чемпіонка Європи 2018 року.